# Lekkoatletyka na Igrzyskach Ameryki Środkowej 2013
Lekkoatletyka na Igrzyskach Ameryki Środkowej 2013 – zawody lekkoatletyczne, które rozgrywane były od 9 do 13 marca na Stadionie Narodowym w stolicy Kostaryki San José.

## Rezultaty
| NR – rekord kraju \| NUR – rekord kraju młodzieżowców \| NJR – rekord kraju juniorów |

### Mężczyźni
| Konkurencja:                       | Złoto                                                                           | Wynik        | Srebro                                                                                           | Wynik    | Brąz                                                                                             | Wynik    |
| Bieg na 100 metrów                 | Rolando Palacios                                                                | 10,48        | Mateo Edward                                                                                     | 10,58    | Josef Morales                                                                                    | 10,77    |
| Bieg na 200 metrów                 | Alonso Edward                                                                   | 20,52w       | Rolando Palacios                                                                                 | 20,63w   | Gerald Drummond                                                                                  | 21,07w   |
| Bieg na 400 metrów                 | Jarlex Lynch                                                                    | 47,16        | Kesell Campbell                                                                                  | 48,11    | Rolando Ayala                                                                                    | 48,52    |
| Bieg na 800 metrów                 | Jenner Pélico                                                                   | 1:51,16      | Víctor Emilio Ortiz                                                                              | 1:51,21  | Wilson Solano                                                                                    | 1:53,39  |
| Bieg na 1500 metrów                | Víctor González Romero                                                          | 3:58,00      | Georman Rivas                                                                                    | 3:58,08  | Jenner Pelico                                                                                    | 3:58,16  |
| Bieg na 5000 metrów                | Víctor González Romero                                                          | 14:49,30     | José Francisco Chávez                                                                            | 14:53,82 | Alfredo Arévalo                                                                                  | 14:56,00 |
| Bieg na 10 000 metrów              | Víctor González Romero                                                          | 31:10,31     | José Francisco Chávez                                                                            | 31:12,65 | Dimas Castro                                                                                     | 31:14,70 |
| Bieg na 110 metrów przez płotki    | Ronald Bennett                                                                  | 14,43        | Luis Bonilla Flores                                                                              | 14,85    | Gerber Blanco                                                                                    | 15,17    |
| Bieg na 400 metrów przez płotki    | Kenneth Medwood                                                                 | 51,14        | Gerald Drummond                                                                                  | 51,44 NR | Gerber Blanco                                                                                    | 56,22    |
| Bieg na 3000 metrów z przeszkodami | Miguel Chan                                                                     | 9:34,72      | Georman Rivas                                                                                    | 9:35,25  | Douglas Aguilar                                                                                  | 9:51,71  |
| Sztafeta 4 x 100 metrów            | Honduras · Kessel Campbell · Josef Morales · Ronald Bennett · Rolando Palacios  | 41,61        | Kostaryka · Jaimar Hardy · Donald Arias · Denovan Hernández · Jorge Luis Jimémez                 | 41,72    | Nikaragua · Oliver Nurinda · Mario Ismael Guerrero · José Benjamín Véliz · Daniel Alfredo Alemán | 42,88    |
| Sztafeta 4 x 400 metrów            | Kostaryka · Donald Arias · Luis Alonso Murillo · Gerald Drummond · Jarlex Lynch | 3:11,15      | Nikaragua · Humberto Lugo · Roberto Clemente Rocha · José Benjamín Véliz · Daniel Alfredo Alemán | 3:22,10  | Gwatemala · Stiven Navarrete · Luis Carlos Bonilla · Querson García · Gerber Blanco              | 3:29,86  |
| Chód na 20 kilometrów              | Allan Segura                                                                    | 1:28:42      | Mauricio Calvo                                                                                   | 1:31:30  | Mario Alfonso Granillo                                                                           | 1:31:30  |
| Skok w dal                         | Irving Saladino                                                                 | 7,99         | Jhamal Bowen                                                                                     | 7,88w    | Juan Mosquera                                                                                    | 7,45     |
| Trójskok                           | Jason Castro                                                                    | 15,39        | Juan Mosquera                                                                                    | 15,01    | Brandon Terrell                                                                                  | 14,98    |
| Skok wzwyż                         | Williams Ríos                                                                   | 2,05         | Henry Linton                                                                                     | 2,05     | Henry Edmond                                                                                     | 2,02     |
| Pchnięcie kulą                     | Luis Folgar                                                                     | 15,62        | Roberto Sawyers                                                                                  | 15,24    | Miguel Estrada                                                                                   | 14,24    |
| Rzut dyskiem                       | Winston Campbell                                                                | 51,64 NR NUR | Roberto Sawyers                                                                                  | 46,93    | Ever Acajabon                                                                                    | 44,18    |
| Rzut oszczepem                     | Luis Mario Taracena                                                             | 64,31        | Erick Méndez                                                                                     | 63,85    | Rigoberto Calderón                                                                               | 60,20    |

### Kobiety
| Konkurencja:                       | Złoto                                                                            | Wynik     | Srebro                                                                        | Wynik     | Brąz                                                                                         | Wynik     |
| Bieg na 100 metrów                 | Ruth-Cassandra Hunt                                                              | 11,88w    | Glenda Davis                                                                  | 12,19w    | Sarita Morales                                                                               | 12,26w    |
| Bieg na 200 metrów                 | Shantely Scott                                                                   | 23,84     | Ruth-Cassandra Hunt                                                           | 24,30     | Glenda Davis                                                                                 | 24,35 NJR |
| Bieg na 400 metrów                 | Dessire Bermudez                                                                 | 54,90     | Shantely Scott                                                                | 55,09     | Sharolyn Scott                                                                               | 55,15     |
| Bieg na 800 metrów                 | Andrea Ferris                                                                    | 2:06,39   | Gladys Landaverde                                                             | 2:08,29   | María Fernanda Aguilar                                                                       | 2:18,65   |
| Bieg na 1500 metrów                | Andrea Ferris                                                                    | 4:31,62   | Gladys Landaverde                                                             | 4:34,18   | Rolanda Bell                                                                                 | 4:41,67   |
| Bieg na 5000 metrów                | Élida Hernández                                                                  | 17:08,62  | Rolanda Bell                                                                  | 17:08,64  | Gabriela Traña                                                                               | 17:36,28  |
| Bieg na 10 000 metrów              | Élida Hernández                                                                  | 36:04,41  | Xiomara Barrera                                                               | 38:44,17  | Delbin Cartagena                                                                             | 38:48,77  |
| Bieg na 100 metrów przez płotki    | Jeimy J. Bernárdez                                                               | 14,42     | Ana María Porras                                                              | 14,51     | Naomi Smith                                                                                  | 15,39     |
| Bieg na 400 metrów przez płotki    | Sharolyn Scott                                                                   | 59,57     | Andrea Carolina Vargas                                                        | 1:04,72   | Gabriela Guevara                                                                             | 1:06,42   |
| Bieg na 3000 metrów z przeszkodami | Rolanda Bell                                                                     | 11:07,77  | Evonne Marroquín                                                              | 11:34,47  | Candy Salazar                                                                                | 11:58,86  |
| Sztafeta 4 x 100 metrów            | Panama · Kashani Ríos · Nathalee Aranda · Gabriela Guevara · Ruth-Cassandra Hunt | 46,651    | Kostaryka · Diana Garita · Glenda Davis · Sarita Morales · Shantely Scott     | 46,657 NR | Gwatemala · Stephanie Silva · Cristina Aldana · Thelma Fuentes · María José Rodas            | 52,55     |
| Sztafeta 4 x 400 metrów            | Kostaryka · Susana Chan · Sharolyn Scott · Shantely Scott · Dessire Bermúdez     | 3:48,90   | Panama · Leyka Archibold · Gabriela Guevara · Nathalee Aranda · Andrea Ferris | 3:52,51   | Gwatemala · Cora María Gutiérrez · María José Rodas · Ruth Amalia Morales · Evonne Marroquín | 4:23,69   |
| Chód na 20 kilometrów              | Cristina López                                                                   | 1:48:12   | Sonia Barrondo                                                                | 1:51:43   | Maritza Poncio                                                                               | 1:53:50   |
| Skok w dal                         | Ana María Porras                                                                 | 5,67      | Nathalee Aranda                                                               | 5,58      | Ana Lucía Camargo                                                                            | 5,34      |
| Trójskok                           | Ana Lucía Camargo                                                                | 12,17     | Ana María Martínez                                                            | 11,93     | Thelma Funes                                                                                 | 11,53     |
| Pchnięcie kulą                     | Natyan Catano                                                                    | 12,28     | Aixa Middleton                                                                | 12,48     | Sabrina Gaitán                                                                               | 11,68     |
| Rzut dyskiem                       | Aixa Middleton                                                                   | 49,08     | Sabrina Gaitán                                                                | 39,78     | Silvia Piñar                                                                                 | 37,39     |
| Rzut młotem                        | Sabrina Gaitán                                                                   | 53,30 NJR | Elena Lojo                                                                    | 46,86     | Viviana Abarca                                                                               | 46,26     |
| Rzut oszczepem                     | Dalila Rugama                                                                    | 48,40     | Genova Arias                                                                  | 45,89     | Rocio Navarro                                                                                | 43,73     |
| Siedmiobój                         | Ana María Porras                                                                 | 4785 pkt. | Katy Louise Sealy                                                             | 4398 pkt. | Ruth Amalia Morales                                                                          | 4221 pkt. |

## Klasyfikacja medalowa
| Miejsce | Kraj      | Złoto | Srebro | Brąz | Razem |
| 1       | Gwatemala | 11    | 5      | 14   | 30    |
| 2       | Panama    | 10    | 10     | 5    | 25    |
| 3       | Kostaryka | 9     | 17     | 12   | 38    |
| 4       | Honduras  | 6     | 2      | 1    | 9     |
| 5       | Salwador  | 1     | 3      | 3    | 7     |
| 6       | Nikaragua | 1     | 1      | 3    | 5     |
| 7       | Belize    | 1     | 1      | 1    | 3     |